# ファイブスター物語における年表
ファイブスター物語における年表では、永野護の漫画『ファイブスター物語』における架空の出来事を年表形式に掲載する。作品の主な舞台となるジョーカー太陽星団においては「星団暦」と呼ばれる暦が主に使用されている他、星団暦以前に用いられていた「AD世紀(エンシェント・ディメンジョン・センチュリー、エンシェント世紀)」などの設定が存在している。
『月刊ニュータイプ』2013年5月号の連載再開に伴う大幅な設定変更を始めとした設定の追加や変更などの影響から、資料によって同一の出来事においても年代表記などが異なる場合があるため、本記事では特に2013年以降の設定については新設定、2004年以前の設定については旧設定として注記した上で可能な限り併記するものとする。

## 有史以前〜モナーク紀
- モナーク・セイクレッドの時代。

## 伝承紀
- カラミティ・ゴーダース王の時代。
- 「モナークの素子姫」アイエッタ姫がヴィーキュルのジェネラル・オピクルを撃破。

## アズデビュート紀
- モンソロン帝アズデビュートの時代。デルタ・ベルン星ガス・ガル地方に痕跡が残るとされるが確証なし。
- 数式生命アズデビュート大帝とモンソロン武士団がヴィーキュルのジェネラル・ダリスドゥバーズを撃破。

## AD世紀

### AD2000代
- (新設定) 集積国家ユニオが誕生。星団全域を支配下に置く。

### AD3000代
AD3500
- ユニオ、超帝国ユニオとなる。人類の集合生命体としての模索を開始する。

### AD4000代
- (旧設定) ジュノー星発見。ボォス星の改造が行われる。皇帝群家がファロスディー・カナーン超帝国を建立する。
- (新設定) スタント遊星接近の影響で第2太陽系ウエスタを覆う暗黒星雲が晴れ、惑星カーマインが発見される。

### AD5000代
- (旧設定) 炎の女皇帝の時代。騎士、魔道士、バスター砲などの後の星団のあらゆる基礎科学がこの頃成立する。
- (旧設定) 超帝国、ボォス星へ入植を開始。ドラゴンと遭遇して戦争寸前にまでなるが和解し、ボォス星での生活を許される。
- 超帝国剣聖スキーンズとヤーンの受精卵がLEDドラゴンへと託される。
- (旧設定) 炎の女皇帝、艦隊を引き連れて当時星団に接近していたスタント遊星の衛星バスターへと向かい、そのまま行方不明となる。[1][2]
- (新設定) 炎の女皇帝ことヘリオス・ナイン・ユニオIII誕生。ウォーキャスター、グリント・ツヴィンゲン、バスターランチャー、ゴティックメードが誕生する。

### AD6000代
- (旧設定) 恒星間進出がピークを迎える。星団では度重なる戦争によって人類の人種や文明が入り乱れ始める。
- 超帝国最後の騎士ネッド・スバース、太陽王国の元で凍結保存される。[3]

AD6750
- (新設定)炎の女皇帝退位、姿を消す。

AD6761
- スタント遊星がジョーカー太陽星団に接近する。[4]

### AD7000代
- (新設定) 超帝国ユニオの支配の元で情報制御や戦争などの影響で旧文明などの歴史が隠蔽され始め、後の時代に残らなくなっていく。

AD7500
- (新設定) 当時不可侵だったカーマイン星への強引な入植が開始。セントリーと遭遇し、和解するまでに多大な犠牲が払われる。
- (新設定) 炎の女皇帝、星団に一時帰還。カーマイン星に「詩女」の記憶継承システムを遺す。

AD7900
- (新設定) 人類の領域が4つの太陽系へと定着する。各太陽系の惑星の国家が独自に発展していく。

### AD8000代
- (旧設定) 人類の領域が4つの太陽系へと定着する。アドラー星やペスタコなどの惑星改造が行われる。
- (旧設定) 数千年前にファロスディー・カナーン超帝国は滅亡しているとされる。[5]
- (新設定) 超帝国ユニオが崩壊。ダス・ラントなどの新たな国家が台頭する。

AD8383
- 炎の女皇帝が星団へ一時帰還し、カラミティ星のスパチュラ国を滅ぼす。
- ネッド・スバース、炎の女皇帝の手によってデルタ・ベルン星の天照家の元へ送られ、ナッカンドラ・スバースの名で再び凍結される。
- 炎の女皇帝、天照家のレディオス・フォーカスライトへ最後のドウターを渡す。

AD8506
- (新設定) 天照家が成立[6]

AD8609
- (旧設定) 天照家が成立[6]

### AD9000代以降
- (旧設定) 恒星間飛行が限界を迎え、外宇宙に出た人類が星団へ帰還する。超帝国の影響が薄れ、新たな国家が台頭する。イレーザーエンジンが普及し始める。
- ダス・ラント、西の太陽王国(フィルモア・ウエスト)と東のドナウ帝国(フィルモア・イースト)へ分裂する。

AD9899
- (新設定) AD世紀から星団歴へ移行。

AD10002
- (旧設定) AD世紀から星団歴へ移行。[7]

## 星団暦
元年
- 4つの太陽系間に協定法案がまとめられ施行され、星団暦が始まる。前後して茜の星カーマインでは「詩女」と呼ばれる歴史の記憶者が移民の民をまとめる。

451
- カーマイン星で新たに誕生した詩女の「都行き」に当時のドナウ帝国第三皇子が護衛のため同行。詩女暗殺計画を阻止する。

455
- アドラー星でドナウ帝国からラカン国が独立。その後周辺地域をまとめあげ、バキン・ラカン帝国となる。

476
- GTMカイゼリン、不戦の証としてドナウ帝国から詩女ラーンへと送られる。

535
- ドナウ帝国と太陽王国が合併し、統合フィルモア帝国が誕生する。

562
- (新設定) カーマイン星の聖都ハ・リの名が聖宮ラーンに、星の名前がボォスへと改められる。

980
- (旧設定) それまで使用されていたマシンメサイアに代わり、モーターヘッド(MH)が誕生する。

### 1000年代
- ジュノー星でコーラス王家などが力を付け始め、東・北太陽系国家の支配からの分離独立を始める。

### 2000年代
2010
- ライヒ・ナカカラ、詩女となる。

2014
- ボォス星、聖宮ラーンにて「東宮西宮の乱」が発生。フィルモア皇帝ヨミ・ルーカ・フィルモア2、詩女ナカカラとラーンの守護に当たる。

2017
- 太陽星団統一憲章・星団法が制定され、星団連合星団法委員会が発足する。

2020
- デルタ・ベルン星グリース王国にて天照・ディス・グランド・グリース・エイダスIV(以下天照)誕生。
- 天照家内宮にてある事件が発生。全てのセントリーやカレン等の神々も現れる大きな戦いが行われる。
- カラミティ・ログナー最後の一人が懐園剣を用いてヴィーキュルのジェネラル・タンツミンレを撃破するが自身も死亡し、ドウターによって再生が開始。

2026
- ウラニウム・バランス、生体演算理論を発表。

2087
- 天照、あらたまの詩女リトラと結婚する。

2089
- (新設定) 天照、グリース王国の王になる。

2100
- (新設定) 第83代天照命死去。以後霊体となって天照を見守る。

2121
- ボスヤスフォート、天照家を襲撃するが倒される。
- (旧設定) この時点で既にメル・クール・リトラは死去している。[8]

2122
- メル・クール・リトラ死去。
- F・U・ログナー、バビロン王国の王になる。

2133
- (旧設定) 第83代天照命死去。以後霊体となって天照を見守る。

2220
- クルル・タイダル、詩女となる。

2241
- ナカカラ・クルル王国成立。

2200代後半
- ナッカンドラ・スバース目覚める。

2310
- リチウム・バランスの手により生体演算機「ファティマ」を発表。フォーカスライト、ニーヴ、S.S.L.、インタシティの四名が誕生する。
- ナッカンドラ・スバース、星団暦における初代剣聖となる。(以後2460年まで在位)

2340
- ファティマ用の衣服として重装戦闘服のグロス・フェイス(チグリス・メゾネット)、軽装戦闘服のデカダン・スタイル(アラビク・プレタポルテ)、普段着のカレント・スタイルが考案される。

2324
- (旧設定) 天照、グリース王国の王になる。
- (新設定) 天照、エイダス大陸東方10カ国の天照王朝皇帝となり、デルタ・ベルン星の全統治とガス・ガル連邦との講和を開始する。

2355
- ホルリ・エダグダ、詩女となる。

2364
- ニーヴ、レント王国のジェスター・ルースを"マスター"と呼び。ファティマと騎士の相性の存在が確認される。

2400頃
- ファティマの安定供給が行われるようになる。
- ボォス星ミノグシア大陸の覇権を巡る争いが激化し始める。
- 戦闘用ファティマ・スーツ、初期のアシリア・セパレートとなるアイスダート・スタイルが考案される。

2464
- デューク・ビザンチン、2代目剣聖となる。(以後2549年まで在位)

2490
- ナッカンドラ・スバース死去。
- 詩女ホルリ・エダクダによってMHエンプレス(GTMカイゼリン)の封印が解かれ、剣聖デューク・ビザンチンとインタシティの元でハスハント内戦に参戦。

2500頃
- 新型のアシリア・セパレート(ビスケット・スタイル)、宇宙用ファティマ・スーツのマンティック・モード(インカティック・フラッグス)が考案される。

2501
- ルーザツギィ・ダルタン、詩女となる。

2515
- ハスハント内戦終結。

2550
- ヘリデ・サヤステ、3代目剣聖となる。(以後2610年まで在位)

2577
- バトランド共和国成立、ミノグシア連合に加入。

2619
- ハリコン・ネーデルノイド、4代目剣聖となる。(以後2620年まで在位)

2620
- ディモス・ハイアラキ、5代目剣聖となる。(以後2809年(旧設定)または2754年(新設定)まで在位)

2629
- ファティマ・クーン誕生。
- 天照、ソープ'としてアドラー星ボカージュ内戦に赴き、クローム・バランシェ、剣聖ディモス・ハイアラキと出会う。

2650頃
- クローム・バランシェ、LEDドラゴンからスキーンズとヤーンが預けていた受精卵を受け取る。[2]

2672
- カイエン誕生。

2700代
- ダマ分裂戦争においてレディオス・ソープの名が初めて公に登場する。

2721
- 慧茄誕生

2755
- (新設定) カイエン、6代目剣聖となる。(以後2859年まで在位)

2803
- ボルサ・バスコ、詩女となる。

2780
- ハスハ統一戦争。ハスハ連合共和国が誕生する。

2810
- ミラージュ騎士団創立。
- (旧設定) カイエン、6代目剣聖となる。(以後2819年まで在位)

2819
- (旧設定) カイエンの失踪により、ディモス・ハイアラキが一時的に剣聖へ復帰。(以後2892年まで在位)

2845
- アイシャ・コーダンテ誕生。

2849
- ミッション・ルース(ボード・ヴュラード)誕生。

2859
- (新設定) 慧茄、剣聖となる。(以後2970年まで在位)

2859
- 慧茄、フィルモア4と結婚し、皇后となる。

2875
- (旧設定) 天照、エイダス大陸東方10カ国を支配下に置く。
- コーラス23世誕生。

2876
- アドラー星のバルチック・アカデミーでファティマ・エスト誕生。

2878
- (旧設定) 天照、デルタ・ベルン星の大統領に就任する。

2885
- ツーリー・パイドル、初代黒騎士になる。

2895
- マドラ誕生。

2899
- 天照、デルタ・ベルン星全てを統治し、A.K.D.が誕生する。
- (旧設定) 慧茄、剣聖となる。(以後2970年まで在位)

2920
- ナトリウム・フンフト、詩女となる。

2930
- 黒騎士ツーリー・パイドル、クバルカン法国のアルテン・サヤステとファティマ・静の駆る"破烈の人形"に敗れて死亡する。

2933
- ロードス・ドラクーン、2代目黒騎士になる。

2943
- ダイ・グ・フィルモア（フィルモア5）誕生。

2946
- カイエンがバランシェ邸を襲撃、天照の呼び出したメル・リンスと戦闘を行う。終結後、クーンをラーンヘ送り届けた後、ミラージュ騎士団に在籍。
- アウクソー、バランシェから勘当され、天照に預けられる。

2955
- 天照、浮遊宮殿フロートテンプルを建造する。

2957
- コーラス23世、カラミティ星マルタラ共和国とサマンザ王国の国境付近に住むモラード・カーバイトの元を訪ね、ファティマ・ウリクルを得る。

2961
- 詩女フンフトとコーラス王朝のピアノ・メロディとの間に娘、桜子が誕生。[9]
- この不祥事により、フンフトは詩女の力を失い地位を剥奪、コーラス王朝・メロディ王家は取りつぶしとなる。

2962
- ムグミカ・ラオ・コレット、詩女となる。

2970
- カイエン、再び剣聖となる。(以後3030年に死亡するまで在位)

2970
- 聖宮ラーン教導学院にてリリ・ニーゼル（ブラウ・フィルモア）とショー・カム（ワイプ・ボルガ・レーダー）が出会う。

2973
- トブルク戦。レディオス・ソープが12時間で36騎のMHをハンガーアウトするという記録を残す。

2974
- 詩女フンフトとコーラス王朝のピアノ・メロディの不祥事が発覚する。[10]
- ファティマ・メガエラ誕生。ミッション・ルース(ボード・ヴュラード)の元へ。
- ノルガン・ジークボゥ、桜子誕生。[11]

2985
- ダラッカの内戦。デコース・ワイズメルがバーバリュース・V他二名を倒す。

2987
- アトロポス誕生。

2988
- ラキシス、クローソー誕生。その後アドラー星バストーニュのお披露目においてラキシスは天照、クローソーはコーラス王家の元へ。

2989
- ジュノー星でコーラス王朝とハグーダ帝国の戦争が勃発。
- コーラス23世死亡、クローソーがMHジュノーン(GTMエンドレス)と共に封印される。
- ハグーダ帝国改め共和国、コーラス王朝に降伏。
- コーラス王朝とフィルモア帝国及びハスハ連合共和国との国交が断絶する。
- ヤーボ・ビート、AP騎士団を一時退団し、カステポーへと送り出される。
- ボォス星ナン大陸カステポーにてメヨーヨ朝廷のMHアシュラ・テンプルによる「壊し屋事件」が勃発、クバルカン法国のミューズ・バン・レイバック枢機卿とMHバングによって退治される。
- クローム・バランシェ死去。

2992
- ボォス星カステポーにてLEDドラゴンが消失・転生。命の水を求めるシーブル軍と力を失い孤立した天照の救助を目的とするA.K.D.軍が衝突する。
- ボスヤスフォート、命の水の力で復活する。
- エスト、メヨーヨ朝廷の元でMHアシュラ・テンプル(GTMホウライ)の開発に協力し、その後再び放浪の旅へ。
- 星団法改正によりファティマスーツ・プラスチックスタイル(ユーフラ・コレクション)が考案される。

2995
- ヨーン・バインツェル、バーシャと出会い、行動を共にする。
- デコース・ワイズメル、3代目黒騎士になる。
- シャーリィ・ランダース、騎士の証として右腕を差し出し、天照からジュノーのバランカ王家の后となることを許される。

2997
- ファティマ・インタシティ、老衰により687歳で死去。初めてファティマが寿命により死去した例となる。[12]
- カイエン、ハスハ連合共和国・エープ騎士団の総団長となる。

2998
- クリスティン・V、殺人事件を起こし、シバレースとなる。

2999
- ボォス星カステポーのノーキィシティ集合領事館にてトマクトの領事がバッハトマ帝国によって殺害される。

### 3000年代
3007
- クリスティン・V、ハイランダーの称号を得る。
- 天照、L.E.D.ミラージュ(ツァラトウストラ・アプターブリンガー)を始めとするミラージュ騎士団のMH(GTM)を星団に公開する。
- アイシャ・コーダンテ、ルーマー王国女王になる。

3010
- バッハトマ帝国の皇帝ボスヤスフォート、ビューティ・ペール、黒騎士デコースによる「ブラック3」のフロートテンプル襲撃。ミラージュ騎士団など多数が死亡、朱塔玉座が損壊するなどの被害が出る。

3013
- エラニユース・ダイ・グ・フィルモア5、第238代目フィルモア帝国皇帝となる。

3014
- ワスチャ(ちゃあ)、バランシェ邸でファティマ・ヒュートラン(エミリィ)と出会う。

3030
- バッハトマ、ロッゾ帝国、ウモス国家社会主義共和国、ガマッシャーン共和国などの同盟（以下枢軸軍）がミノグシアに侵攻を開始し、魔導大戦が始まる。
- ハスハント共和国の王都ハスハントが陥落、詩女ムグミカ、剣聖カイエン死亡、マグダルとデプレは昏睡状態となる。
- 慧茄、カイエンの死亡により一時的に剣聖預かりとなる。

3031
- ハスハ連合共和国がミノグシア連合、中部ミノグシア、ギーレル王朝、北部及びイースト・カステポーの四つの勢力に分かれる。
- ハスハント共和国北部のノウラン市をバッハトマが占領。
- フィルモア帝国、ナカカラへ駐留を開始。
- 先代の詩女フンフトが詩女に復帰する。
- 天照、レディオス・ソープとしてハスハのベラ国を訪ねる。
- ベラ国攻防戦。ベラ国に進軍した枢軸軍をAP騎士団ツラック隊がジャグード隊、スパチュラ隊、さらにコーラス王朝等の援護を得て防衛に成功する。
- コーラス王朝の軍がベラ国へ駐留を開始し、ミノグシア陣営に加わる。

3032
- ミラージュ騎士団に入団したエルディアイ・ツバンツヒの所有するGTMマークIIの1機が天照の元に届けられ、フロートテンプルの朱塔玉座がへし折れる。

3035
- フィルモア帝国ノイエシルチス・氷グループがノルガン・ジークボゥの殺害を狙い襲撃を起こすが失敗、その後氷グループは解散に追い込まれる。

3036
- セントリー・ブリッツが消失・転生。
- ミノグシア連合シーゾス王国オードラ北部にてコーネラ帝国の新型GTM・デモールの実戦テストが行われ、GTMダッカス、破裂の人形などが参戦する戦闘が行われる。

3037
- マドラがデコースの元を訪ね始める。
- ナカカラの都市シャルデファーに滞在するラキシスの元をセントリー・ブリッツの幼生ショウメが訪ね、それを狙うヴィーキュルと「ショウメ争奪戦」が繰り広げられる。
- マキシ誕生。

3062
- マグダルとデプレが目覚める。

3069
- エスト、天照家の元に入る。
- アイシャ、ミラージュ騎士団を引退。

3075
- ハスハント解放戦線。
- (新設定) 魔導大戦終結。
- 時の詩女マグダル、聖宮ラーンへ入る。
- マキシ、剣聖となる。
- アドラー星でディ・ヨーグン統一連邦が誕生。

3079
- (旧設定) 魔導大戦終結。

3100
- アドラー星南半球で国家の再編が起こり、アドラー星動乱が始まる。
- ミッション・ルース(ボード・ヴュラード)死去。

3159
- 天照、アドラー星への侵攻を開始。A.K.D.の星団大侵攻が始まる。
- エスト、アドラー侵攻作戦に参加した後、フィルモア帝国へ身を寄せる。

3185
- 天照王家の旗艦ザ・ウィルが完成。

3199
- 天照、ボォス星への侵攻を開始。

3200頃
- バントライン・ゴール、4代目黒騎士になる。
- マグダルの次代に当たる新たな詩女が誕生する。[13]

3225
- スタント遊星がジョーカー太陽星団に接近する。天照、ミラージュ騎士団全軍と共にスタント遊星へ向かい、セントリーや炎の女皇帝達と共にある物と戦闘を行う。

3227
- スタント遊星接近の影響でカラミティ星の地殻変動が激しくなり、星の崩壊が始まる。

3230
- 天照、カラミティ星への侵攻を開始。

3239
- カラミティ星消滅。天照、ラキシスとK.O.G.(マグナパレス)を失う。

3330
- (旧設定) カラミティ星勢力との戦争終結。

3333
- (旧設定) 天照、ジュノー星の同意を得て星王位の地位に就く。

3833
- (新設定) コーラス25世、ジュノー各国の要請によりジュノー代表となり、ジュノー星防衛連合が誕生する。

3891
- グラード・シドミアン、5代目黒騎士になる。

3952
- 天照、ジュノー星への侵攻を開始。

3960
- 天照、コーラス王朝を制圧。ジュノー星を支配下に置き、星団皇帝となる。
- 黒騎士グラード、MHジュノーン（GTMジ・エンドレス）を隠したのちに追手であったミラージュ騎士カーレル・クリサリスと戦いの末死亡。エスト、MHバッシュ(GTMダッカス)と共に眠りにつく。
- コーラス26世誕生。

3961
- (新設定) 天照、ファティマ・ユーパンドラに自らの全統治権を委ね、姿を消す。

3967
- (旧設定) 天照、ファティマ・ユーパンドラに自らの全統治権を委ね、姿を消す。

3969
- (新設定) ユーパンドラによる恐怖政治が始まる。

3998
- (旧設定) ユーパンドラによる恐怖政治が始まる。

### 4000年代
4071
- アドラー星バストーニュ付近に展開するフィルモア・パルチザンがミラージュ騎士団のMHワンダースカッツ(ヴンダーシェッツェ)に遭遇する。

4075
- ジュノー星の密林に隠されていたMHジュノーン(GTMエンドレス)とクローソーが反天照軍によって発見される。

4076
- コーラス26世、コーラス王朝マイスナー王家の生き残りディジナやルース家の末裔ウェイと出会い、騎士として反天照の軍へ加わる。

4078
- A.K.D.の騎士ロレッタ・ランダースがコーラス軍へ加入。
- コーラス26世、聖宮ラーンの後ろ盾を得て反天照軍のリーダーとなる。

4080
- ジュノー内戦が始まる。

4082
- アドラー星バストーニュがコーラス軍により解放される。
- ミラージュ騎士アラート・エックス、コーラス軍へ加入。

4090
- ボォス星がコーラス軍により解放される。

4093
- デルタ・ベルン内戦が始まる。

4100
- コーラス軍、A.K.D.を打倒し、星団を解放。フロートテンプルが崩壊。
- LEDドラゴン(セントリー・ライブ)により、デルタ・ベルン星が消滅。
- 天照、コーラス26世に王家の剣を渡した後、ラキシスを探すためにザ・ウィルで星団を去る。

4100以降
- (新設定) モナーク・セイクレッドが沈黙。「アスタローテ」はモナーク紀より続いた星団記録を停止する。

4255
- (旧設定) コーラス26世死去。

### 太陽暦(星団暦18000年代)
18097
- ジュノー星ジー・ボリショイ王国の王女バナロッテと太陽王国ルールの騎士モンドが出会う。

## ザ・ウィル星団暦
ザ・ウィル及びラキシスの記録する星団暦に基づく年代。それぞれ星団外であるため時間経過は実際のジョーカー太陽星団とは大きく異なる。
5899
- K.O.G(マグナパレス)とラキシス、カラミティ星の破片と共にある星へ落下する。

6599
- ラキシス、目覚める。以後、現地の戦争に参加した後、K.O.G(マグナパレス)の不安定な力により異なる時空へ移動することを繰り返すようになる。

6787
- ラキシス、ある星でサイボーグ兵器「インペリュン」「マンティコア」や「ビュランコート」を僕とする。

6800
- (旧設定) 天照、MHゴウト・ミラージュを制作する。

7281
- ラキシス、モンソロン帝アズデビュートと出会う。
- 天照、オベリスクモニュメントと対話する。

7343
- (旧設定) ラキシス、西暦1941年1月の地球、第二次世界大戦下のポーランドに出現。K.O.G.をバルト海に隠し、ベルリンの戦いに参加。その後5月7日にノルトラント師団を離れ、バルト海にて再び眠りにつく。
- (新設定) ラキシス、西暦1943年のドイツ・ポーランド国境付近に出現。ケーニヒスベルクで大ドイツ師団と出会う、その後ベルリンの戦いを脱出し、バルト海にて再び眠りにつく。

7444
- ショウメを狙うヴィーキュルが3037年時点のラキシスを呼び寄せて干渉を行う。
- ジョーカー太陽星団では55億年の時が経過しており、ウエスタ太陽系の太陽は赤色超巨星となってボォス星は蒸発中、また戦闘中に懐園剣へイースター太陽系が飲み込まれて消滅している。

7451
- (旧設定) ラキシス、西暦2187年の地球で再び目覚め、宇宙へと旅立つ。

7563
- ラキシス、星団暦2043年のジョーカー太陽星団に出現。

7777
- ジョーカー太陽星団では56億7千万年の時が経過している。
- 緑の星フォーチュンにて天照とラキシスが再会。二人の娘として85代目天照家女帝カレンが出現する。
- カレン、K.O.G.(マグナパレス)と共にタイカ宇宙へと旅立つ。

- タワーとGTMカイゼリンはフォーチュンで新たな世界を見守り続ける。